# 趙汝愚

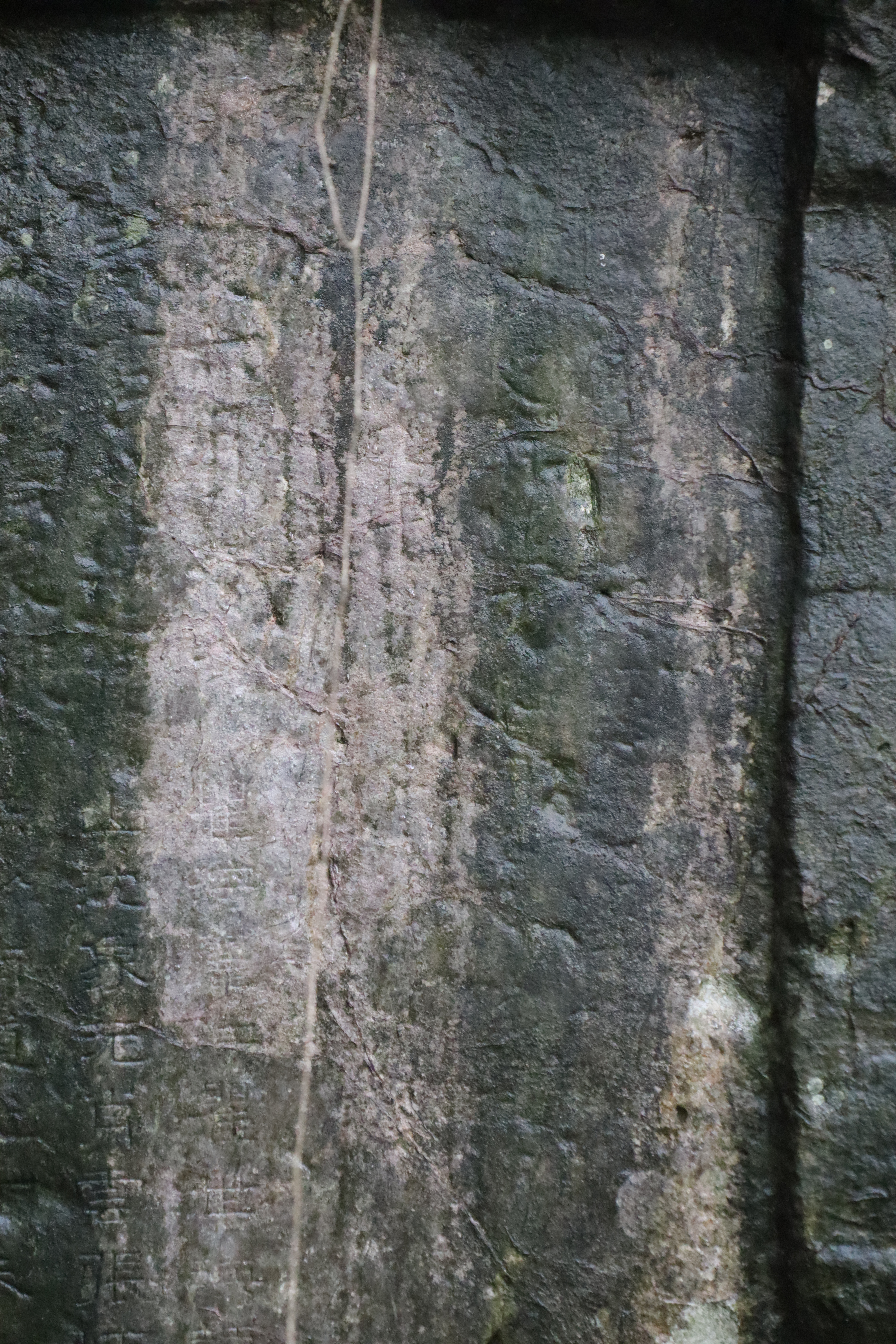
杭州云泉山风水洞赵汝愚提名，字迹已十分模糊：“開封趙汝愚為正字時聞艾軒過風水洞。。。乾道九年秋七月（解）後同遊。”

趙汝愚（1140年1月1日—1196年2月20日），字子直，饒州餘干人，祖父於南宋建炎年間遷居崇德洲錢（今桐乡市洲泉鎮）。南宋中期宗室、政治家、丞相、功臣，考取狀元，曾與韓侂冑等人迫使宋光宗內禪，擁立宋寧宗，任宰相，後遭韓侂冑排擠，貶謫而死。諡忠定。

## 生平
趙汝愚是北宋漢恭憲王趙元佐的七世孫，出生於洲錢（今桐乡市洲泉鎮）。宋孝宗乾道二年（1166年），考中狀元，後因孝宗認為其為宗室，不符合民意期望，黜之為榜眼，改以福建人蕭國梁為狀元。累官秘書少監兼權給事中。乾道九年以左宣教郎守信州。
淳熙八年（1181年），任吏部侍郎兼太子右庶子。九年（1182年），以集英殿修撰出任福建軍帥。後進直學士，制置四川，兼成都府知府，十四年（1187年），平息羌族對南宋邊境的騷擾。宋孝宗贊其有文武之才。宋光宗即位後，進敷文閣學士，知福州。紹熙二年（1191年），召為吏部尚書，四年，升知樞密院事。五年，任樞密使。
宋光宗時由於皇后李鳳娘剽悍，使光宗與其父宋孝宗不睦，及後光宗以生病為由不能主持孝宗喪禮。汝愚與趙彥逾、韓侂冑、葉適、徐誼、郭杲等大臣不滿光宗，發動政變，郭杲等“以军五百至祥禧殿前，祈请御宝”，在獲得太皇太后支持下，迫宋光宗禪位予其子宋宁宗，史稱绍熙内禅。
宋寧宗拜其為右丞相。趙汝愚引薦朱熹等理學派文人入朝，為寧宗講授經筵。但趙汝愚為人過於單純，對政治缺乏警覺心，低估了韓侂冑，不久被韓侂冑排斥，韓侂冑藉口趙汝愚以宗室居相位，將不利於南宋社稷。于是趙汝愚被罷，以觀文殿大學士出知福州。這遭到了諫官和太學生楊宏中等的反對，但這些人皆被韓侂冑貶謫。韓侂冑為此指責趙汝愚“倡引偽徒，謀為不軌”，詔謫寧遠軍副節度使，貶永州。臨走前，趙汝愚對著兒子們說：「只要我死了，你們就不會有事了」，代表著趙汝愚已意識到韓侂冑除非殺了自己否則不會善罷干休，為避免連累家人，已有赴死的心理準備。
慶元二年（1196年）正月，趙汝愚行至衡州（今湖南衡陽），泊古酃（今湖南炎陵）。一夕發病暴卒，一說為衡州守臣钱鍪所毒害。敖陶孫作詩哭之：“左手旋乾右转坤，群邪嫉正竟流言。狼胡无地归姬旦，鱼腹终天痛屈原。一死固知公不免，孤忠赖有史长存。九原若遇韩忠献，休说渠家末世孙。”
嘉泰二年（1202年），追復資政殿學士、太中大夫。
開禧三年（1207年），韓侂冑被殺，趙汝愚被追復觀文殿大學士，賜諡號「忠定」，贈太師，追封沂國公。由宋理宗敕配享宋寧宗廟，追封福王，又進封周王。

## 家庭
- 七世祖漢恭憲王趙元佐
- 六世祖漢懿恭王趙允升
- 五世祖郯王、谥勤孝赵宗惠[10]
- 高祖父建国公、谥懿恭趙仲企
- 曾祖父西头供奉官趙士慮
- 祖父赠太师、追封申国公趙不求
- 父江西兵马都监趙善應
- 母 李氏
- 堂弟 赵汝靓（叔父赵善渊之子）

兒子
- 长子：赵崇宪
- 次子：赵崇范
- 三子：赵崇楷
- 四子：赵崇朴
- 五子：赵崇度
- 六子：赵崇要
- 七子：赵崇寔
- 八子：赵崇洁